# Movses Gorgissian
Movses Gorgissian, en arménien : Մովսես Գորգիսյան, né le 3 décembre 1961 à Erevan et mort le 19 janvier 1990, est un combattant arménien, défenseur du Karabagh arménien et Héros national de l'Arménie à titre posthume. Il est inhumé à Erablur.

## Biographie
Né à Erevan, il est diplômé en mise en scène de l'Université d'État d'Erevan en 1984. En 1986-1987, il travaille pour le théâtre de Goris. En 1987, il rejoint l'union pour l'autodétermination nationale (en).
Il conduit des manifestations pour l'indépendance à Erevan dès 1988. Il est plusieurs fois emprisonné pour cette raison. Il était également éditeur de l'édition arménienne du magazine Glasnost. Il est la première personne à hisser le drapeau tricolore de l'Arménie le 28 mai 1988.
Il est tué lors d'un combat à Eraskh dans la région d'Ararat.